# ファーテフ313
ファーテフ313（ペルシア語: فاتح ۳۱۳、ラテン転写表記：Fateh 313、長音符を省いたファテフ313とも）は、固体燃料を用いたイランの短距離弾道ミサイル（射程500km）。ファーテフは「征服者」を意味する。
2015年8月22日の公開時にはファーテフシリーズの最新版と位置付けられ、軽量化、高性能化を果たした国産の改良型とされた。旧型のファーテフ110の改良版とみなされている。
2020年1月のイランによる在イラク米軍基地攻撃では、ケルマーンシャー州からイラクへ向けて用いられた。これがファーテフ313の初使用とされている。